# Marga Gutiérrez Diez
Marga Gutiérrez Diez (Pamplona, 1977) es directora, guionista y productora española de proyectos audiovisuales que abordan temas relacionados con la representación de la mujer, la cultura o la tradición, siendo reconocida por su trabajo a nivel nacional e internacional. 

## Trayectoria
Se licenció en Comunicación Audiovisual en la Universidad de Navarra y posteriormente estudió un Máster en Administración y Gestión de Empresas Culturales en la Universidad Europea Miguel de Cervantes.
Comenzó su trayectoria profesional realizando documentales en la productora Arena Comunicación, en la que creó proyectos para organizaciones como Unicef, Entreculturas o CEAR. Algunas de estas producciones fueron premiadas a nivel internacional.
En 2015, empezó a dirigir, guionizar y producir sus propios proyectos, trabajando en obras como "La Escena en el Jardín" hasta crear su ópera prima "Cuerdas". Ha seguido trabajando en proyectos como productora, directora y escritora y forma parte de la asociación Innovactoras por sus contribuciones en STEAM, tecnología e innovación.

## Proyectos
Como productora ha trabajado en "Distric Zero" (2015), "7 días con Alberto Corazón" (2015), "Pura Vida" (2012) y "Desafío 14+1 El Everest sin O2" (2011).
Además ha dirigido varios proyectos, tanto en España como en el extranjero. Entre ellos "Cuerdas" (2018), un proyecto de cortometraje documental sobre el parto en Perú, con la colaboración de la asociación Medicus Mundi. El documental, premiado por varias entidades como la Asociación de mujeres cineastas y medios audiovisuales o el Ayuntamiento de Pamplona, surge como idea a partir de un reportaje sobre mortalidad materna en Churcampa (Perú) en el año 2015 y consigue retratar cómo la tradición junto con la asistencia sanitaria pueden combatir la mortalidad materno-infantil en el país.
En 2019 dirige En Buen Sitio Producciones el documental "Eki.librio", grabado en el Valle de Salazar y el Almiradío de Navascués en el Pirineo navarro, para reivindicar las zonas rurales y dar a conocer la vida de los habitantes del Pirineo. También dirige con la misma productora "Living Kultur: Navarra Inmaterial" (2020-2021), un proyecto transmedia que pretende mostrar parte de la cultura viva de Navarra y recoge cincuenta representaciones culturales que abarcan desde la danza, hasta el carnaval o los trajes propios del territorio navarro.
También dirige "AMA-DAS" (2022), un largometraje documental que, con el apoyo de COCEMFE Navarra, quiere mostrar la realidad de cuatro mujeres con discapacidad que sufren o han sufrido violencia de género. El documental quiere poner el foco en la doble vulnerabilidad de estas mujeres y en su deseo de contar con un espacio propio. El largometraje participó en el Festival Internacional de cine de Ismailia (Egipto) en marzo de 2022 junto a otros diez documentales y recibió el 8 de marzo del mismo año el Premio Berdinna del Gobierno de Navarra por su trabajo en favor de la igualdad en el ámbito de la discapacidad.
Sus aportes inciden en los Objetivos de Desarrollo Sostenible, concretamente en lograr la igualdad entre los géneros (ODS 5) y fomentar la innovación (ODS 9).

## Premios y reconocimientos
- 2019: Premio CIMA a la Mejor Directora en Ciudad Real por su película "Cuerdas".[12]
- 2021: Eki.Librio: Short film Special Mention, Mediterraneo Video Festival (Italia).
- 2022: Premio Berdinna del Gobierno de Navarra.[11]

## Publicaciones
- 2021: Living Kultur: Navarra Inmaterial, En Buen Sitio[13]